# Problem Waringa
W roku 1770 (XVIII w.) Edward Waring wysunął hipotezę, że każdą liczbę naturalną można przedstawić jako sumę czterech kwadratów (np. {\displaystyle 7=2^{2}+1^{2}+1^{2}+1^{2}}). Ogólny zapis hipotezy:
Dla każdej liczby całkowitej {\displaystyle n>1,} jest liczba {\displaystyle k=k(n),} że każda liczba całkowita dodatnia {\displaystyle N} może być zapisana jako:
{\displaystyle x_{1}^{n}+x_{2}^{n}+\ldots +x_{k}^{n}=N}
z nieujemną liczbą całkowitą {\displaystyle x_{1},\;x_{2},\;\dots ,\;x_{k}.}
Hipoteza ta została udowodniona w tym samym roku przez J.L. Lagrange’a i obecnie nazywana jest problemem Waringa.
Problem ów został następnie uogólniony na wyższe potęgi (np. 1909 – David Hilbert, 1920 – Hardy i Littlewood). W roku 1909 David Hilbert wykazał, że dla każdej liczby naturalnej {\displaystyle k} istnieje taka liczba {\displaystyle s,} że każdą liczbę naturalną można zapisać za pomocą co najwyżej {\displaystyle s\;k}-tych potęg liczb naturalnych. Niech dla każdego {\displaystyle k} liczba {\displaystyle g(k)} oznacza najmniejsze takie {\displaystyle s.} Problem Waringa pyta właśnie o wartości funkcji {\displaystyle g(k)}.
Kilka pierwszych wartości funkcji {\displaystyle g(k)} to:
1, 4, 9, 19, 37, 73, 143, 279, 548, 1079, 2132, 4223, 8384, 16673, 33203, 66190, 132055...
Należy zauważyć, że liczba może mieć więcej niż jedną postać jako suma {\displaystyle k}-tych potęg, np. {\displaystyle 310=17^{2}+4^{2}+2^{2}+1^{2}=15^{2}+9^{2}+2^{2}+0^{2}.}
W roku 1939 Leonard Eugene Dickson wykazał, że 23 oraz 239 to jedyne liczby wymagające sumy dziewięciu sześcianów (oznacza to, że wszystkie pozostałe liczby wymagają co najwyżej ośmiu sześcianów).